# Douglas DC-3
Douglas DC-3 je američki propelerni zrakoplov, čija su brzina i obim razvoja napravili revoluciju u zračnom prometu 1930-ih, 1940-ih godina. Zbog trajnog učinaka na zrakoplovnu industriju i Drugi svjetski rat, općenito je smatran jednim od najznačajnijih transportnih zrakoplova ikad napravljenih.

## Povijest
DC-3 projektirao je tim pod vodstvom inženjera Arthur E. Raymonda. Prvi let bio je 17. prosinca 1935. (samo 32 godine od leta  Braće Wright). Zrakoplov je rezultat jednog maratonskog telefonskog poziva iz uprave American Airlinesa u kojem se od Donald Douglasa tražio novi dizajn aviona, kao nasljednika  DC-2. 
Pogodnosti novog DC-3 uključivale su inačicu s ležajevima za spavanje (eng. Douglas Sleeper Transport) i odjeljak za pripremu hrane, s čime se je zračni prijevoz u Americi znatno popularizirao. Sa samo tri međuslijetanja radi nadopune goriva transkontinentalni letovi u SAD-u smanjili su se na 15 sati. Tadašnje američke aviokompanije naručile su 400 aviona DC-3 s čime se ucrtao put američke avio-industrije. Avionski prijevoz vrlo brzo je preuzeo veliki dio prijašnjeg popularnog transkontinentalnog prijevoza vlakom.
Avio kompanija Pijemont Airlines koristila je DC-3S od 1948. do 1963. Jedan od Pijemontovih DC-3S, korišten u Zrakoplovnom muzeju Caroline, nastavlja letjeti do današnjih dana na raznim zrakoplovnim sletovima i pri snimanju raznih filmova. I današnje američke kompanije Delta i Continental Airlines koriste DC-3S u "komemorativne" namjene. Tijekom Drugog svjetskog rata, mnogi civilni DC-3S su prilagođeni za ratnu uporabu. Izgrađeno je gotovo 10.000 vojnih DC-3 inačica. Vrhunac proizvodnje dosegnut je 1944. godine kada je isporučeno 4853 aviona. Oružane snage mnogih zemljama koristile su DC-3 te njegove vojne inačice za prijevoz vojnika, tereta i ranjenika. Licencirane kopije građene su u Japanu (Showa L2D (487 zrakoplova)) i SSSR-u (Lisunov Li-2 (između 2200 i 4900 zrakoplova, ovisno o izvorima)).
Nakon rata, tisuće nepotrebnih vojnih inačica preuređuje se za civilno korištenje i postaju standardni dio za gotovo sve svjetske zrakoplovne kompanije tijekom mnogo godina. Dostupnost preinačenih vojnih primjeraka zrakoplov čine jeftinim i lakim za održavanje. Douglas je razvio i unaprijeđenu inačicu, s većim kapacitetom tereta i novim dizajnom krila. Uz mnoštvo dostupnih zrakoplova inačica nije prodavana na civilnom tržištu nego je Ratna mornarica SAD-a preuredila 100 starijih inačica u novi "Super DC-3" dizajn (kasnije označen kao C-117D). Tijekom sljedeća tri desetljeća mnogi su pokušaji zamjene "DC-3" dizajna, (uključujući vrlo uspješni Fokker F27), ali niti jedan nije mogao dosegnuti svestranost, pouzdanost i ekonomičnost DC-3, tako da je on sačinjavao znatan dio avio-prijevoza i u početku 1970-ih. Čak i danas, nakon toliko godina od prvog leta DC-3, postoje manje kompanije koje s njim prevoze teret. Njegova sposobnost slijetanja i uzlijetanja s neuređenih terena činila ga je popularnim u zemljama u razvoju, gdje pista nije uvijek betonirana površina. Stariji zrakoplovci slažu se kako "jedina zamjena za DC-3 je još jedan DC-3".

## Proizvodnja
- 10.655 DC-3S izgrađeni su u Santa Monici, California i Long Beachu, Kalifornija kao civilne i vojne inačice.
- Preko 2000 aviona izgrađena su pod licencom u Rusiji, kao Lisunov Li-2 (NATO oznaka:Cab).
- 485 aviona izgrađena su u Japanu.

Od toga više od 400 aviona 1998. lete u komercialne svrhe. Na DC-3 su tijekom proizvodnje ugrađivani razni motori. Izvorni civilni zrakoplov koristi Wright ciklon motor a kasniji zrakoplovi (i većina vojnih) koristi Pratt & Whitneyov radialni motor R-1830 s duplom osovinom, što je omogućilo let na većoj visini i mogućnost održanja u letu samo s jednim motorom. Nadalje korišteni motori su: Pratt & Whitney R-2000, Rolls-Royce Dart, Armstrong Siddeley Mamba i turbo-prop Pratt & Whitney PT6A.

## Tehničke karakteristike
Osnovne karakteristike
- posada: 2
- kapacitet: 21 do 32 putnika
- dužina: 19,7 m
- raspon krila: 29 m
- površina krila: 91,7 m2
- visina: 5,16 m

Letne karakteristike
- najveća brzina: 381 km/h
- ekonomska brzina: 240 km/h
- dolet: 1.650 km
- specifično opterećenje krila: 125 kg/m2
- motor: 2× Wright Cyclone 9 R-1820(raniji avioni)
  - propeler: trokraki Hamilton Standard serije 23E50 stalne brzine

## Unutarnje poveznice
- Basler BT-67

## Vanjske poveznice
- Douglas DC-3 airliners.net
- DC-3/Dakota Historical Society
- The DC-3 Aviation Museum
- DC-3 centennialofflight.gov
- Douglas DC-3 aviation-history.com